# 探検ドリランド (アニメ第1作)
『探検ドリランド』（たんけんドリランド）は、GREEの携帯向けソーシャルゲーム『探検ドリランド』を原作としたファンタジーアニメの第1作である。

## 概要
プロモーションビデオ（PV）である第0話と、序盤の第1話 - 第3話はYouTubeで公開された。また、第4話以降は放送中に表示されるキーワードをゲーム内で入力することでスペシャルアイテムを入手できるゲームとの連携も行われた。
第2作『探検ドリランド -1000年の真宝-』放送にあわせGREE公式サイトでは、本作を『ミコト篇』としている。

## ストーリー
ハンターと呼ばれる探検家がいる世界、ドリランド。エルア国の姫様であるミコトはハンターになることに憧れ、城を抜け出して探検を始める。そして世話役のウォーレンスに、旅の途中で出会った狩人ポロンと騎士パーンと出逢い旅を始めることになる。無事に城に帰ってきたのもつかの間、各地でキングモンスターと呼ばれる謎の怪物が出現している事を知り、キングモンスターを討伐するために仲間とともに再び旅に出る。しかし、ディアガー率いる魔族と出会ったことで物語は大きく揺れ動く。

## 登場キャラクター

### メインキャラクター
ミコト
声 - 宮本佳那子
本作の主人公で、エルア国の姫である剣士。両親は既に他界しており、身寄りのない中で幸せな人生を過ごしてきた。好奇心旺盛で、ハンターになりたいと夢見ているために無断で城を抜け出してはエルアを訪れていたハンターのボニーに剣術を習っている。また、夢見がちで我が儘なところがあるが、姫であることを偉ぶらず、明るく純粋で、心優しい性格を持ち、ボニーの教えもあって仲間をとても大切にしている。ウォーレンスからは「姫（または「ミコト様」）」、ポロンからは「姫さん」と呼ばれている。また、カエルとヘビが苦手。イソウェルの水属性の力を秘めており、ディアガーとの一戦の際に不思議な力で炎を無傷で打ち消し、キングデーモンとの戦いでは一時的でありながらも覚醒してジンとの修行の末に自在に力を使えるようになる。その後はディアガーとの二度目の戦いで愛用の剣を折られてしまうが、折れた剣先をイソウェルの力で復元して戦い、ボニーよりイソウェルの剣を託される。ボニーの死後は魔界を襲撃してそこでディアガーと対峙し、一時は追い詰められるも辛うじて勝利した。その後、最終決戦ではブリリアンとジーン、改心したディアガーから力を貰って闇の扉ごとビザンテを封印し、その際に自身も命を捨てる覚悟をしていたが、ボニーの声とウォーレンスやポロン、他の仲間達によって助け出された。最終決戦後は今までとは変わらない日々を過ごす。
ウォーレンス
声 - 野島健児
ミコトの世話係で、体術に優れている戦う執事。実戦慣れしていて、エルアの外の事やモンスターなどの知識が豊富である。また、真面目且つクールで、仕事熱心な性格だが、融通がきかないところがあってミコト達と衝突することもある。乗り物酔いしやすく、馬に乗っただけでも酔ってしまう。また、一人称は「私」だが、たまに「俺」となる場合もある。謎が多いが、ミコト曰く「結構綺麗好き」とのことである。また、仲間は作らない主義で、あまり他者と馴れ合いを好まないためにミコトにも「職務だから」として仲間であることを一時否定していたが、後の一件で完全に肯定してはいないながらも気持ちを改めている。昔はワッスルの町に住んでいて雑技団のスターを目指していたが、怪我で挫折したために道を外れてサメサメ団という不良グループを結成し、48の伝説を作る程の不良となって「サメなのにタコ殴りのウォーレンス」とも呼ばれるようになる。その後、フンシャフンシャ団と決着を付けた直後に不良を辞めてハンターを始めるが、乗船中にフンシャフンシャ団の逆襲に遭い、海に落とされて浜に打ち上げられた後に幼少時のミコトに出会い、ミコトの優しさに触れて彼女に仕える決意をした。その後はロガイとの修行やミコトを助けたいという想いによって100%の力を引き出す「禁惚龍々（きんこつりゅうりゅう）」という技（この技を使うと反動で身体にダメージを受ける）を会得する。その後、魔界ではカーデスと対決し、卑怯な手により追い詰められるが、ミコトを傷つけようとしたカーデスに対する怒りで勝利した。その後は「禁惚龍々」を使用した反動で倒れてしまうが、直後に駆けつけた仲間達の手当てで目を覚ます。最終決戦後は自慢話をするポロンを咎めた。
ポロン
声 - くまいもとこ
エルア国に住む狩人である英雄に憧れる少年で、自称エルアに住むさすらいの英雄。かなり食いしん坊で、また「地獄乱れ撃ち」なる技を持っていながらも銃の腕前はかなり下手なために戦闘も役に立つことは少ないが、結果的には突破口を見つけることがある。また、気は弱く、見栄っ張りで、調子のいいところがあるが、怖がりながらも敵の注意をひきつけて味方を守ろうとするなどの根は優しく、素直な性格を持つ。お宝が大好きで、お宝を見つけるのが上手だが、同時にトラブルを見つけることも多い。また、妖精のハーウィーから村を救った英雄として帽子を受け取っている。元々は町から離れた森の中の家に住んでいたが、何をしても失敗が多く、五つ子の兄妹から夢をバカにされたことに腹を立てて兄弟を見返すために村を出る。その後はダンジョンで偶然ミコト達と出会い、同行する。その後、修行と称して小山に登った際に誤って銃を壊してしまうが、ギルデアの町のコゴルによって猟銃から小型大砲のような形（中央に七色水晶が埋め込まれ、そこにあるルーレットによって色々な弾が飛び出るが何が出るかは運次第で、花火やトリモチ、糞や音楽などの役に立たないものが多いが、時には強力な一撃を放つ）に修理される。その後は魔界でラセツと対決し、銃がロクな弾しか発射しなかったために追い詰められるものの、最後に銃が強力な一撃を放ったために何とか勝利を収めた。最終決戦後はミコトの活躍を自分のおかげだと兄弟達に自慢していたが、ウォーレンスに咎められた。
パーン
声 - 内山昂輝
無愛想な槍使いで、放浪の騎士。人助けをしても「礼はいい」と礼を受け取らないために名前を知るまではポロンとミコトに『〝礼はいい〟の人』と呼ばれていたが、ずっと一人で戦ってきたらしく、三人がかりで襲ってきた男達を一人で倒せる程の実力を持ち、どこから来たのかは明かさず、またウォーレンスに槍さばきが「サラン国の近衛兵」のものだと指摘されている。また、ペフーを気に入るが、ペフーからは無愛想な態度を取られている。以前は強さを目指してサラン国近衛槍術兵団の訓練生として入団し、他の訓練生を圧倒する実力を見せたが、団長に敗北したことで小隊長になれなかった事を不服として脱退し、強い者を求めて旅に出た。その後は滝にある流水の神殿で出会い、ミコト達と戦っていたプチオクトを一撃で倒す。その後、クワンカの町で再会し、悪事を働いていたベルガー一味を村人達と共に追い払うとエルアへの近道を知っているとしてミコト達に同行する。その後はミコトら仲間達がパワーアップする中で自分の強さに苦悩してジャンゴらの誘いに乗り、フレイムストーンを取り戻すという目論見もあって一旦は魔族側に付き、ビザンデから闇の力を与えられたことで肌が浅黒くなって白髪となり、鎧が黒く変色するようになる。その後、フレイムストーンを取り戻すことは出来なかったものの、囚われていたトナイル国騎士らと共に脱出し、再びミコト達と合流する。その後は魔界で駆けつけた他の仲間達と共にミコトを手助けしたが、途中で倒れてしまう。最終決戦後は団長から強くなったことや変わったことを称えられた。
漫画版では近衛兵時代にイシスという親友がいたことも明かされており、近衛兵の入団を夢見ていたために昇格試験を兼ねた試合で八百長を行ったが、それが彼の怒りを買い、そのショックで喧嘩騒ぎを起こして近衛兵を解雇された。その後、村がキングモンスターに襲撃された際にイシスは死亡し、それ以降は親友の仇同然のキングモンスターに対して強い恨みを持つようになる。
ペフー
声 - 鈴木真仁
第17話から登場した天空の遺跡（アリベンの遺跡）でラトの一味が持っていたボール大の天空の真珠と呼ばれるお宝と思われた卵から産まれたドラゴン風の謎の生き物で、ゲームには登場しないアニメオリジナルキャラクターだが、実はかつてイソウェルが可愛がって一緒に旅をした天空の聖なるモンスターである。「ペフー」と鳴き、お宝が好物で、糞は高熱を発する。また、初登場した17話でワグチーに食べられたにも関わらずに体内で爆発させて脱出するなどから小さいながらも威力は抜群であることが窺える。ビザンテとの決戦で成獣となってミコトをサポートした。

### ボニーの関係者
ボニー
声 - 野沢雅子
ミコトの師である流浪のハンター。アドラーと呼ぶ鳥を相棒として連れている。また、過去にディアガーを助けて弟子として鍛え上げたが、ディアガーの村を助けに行く際に想いは必ず伝わると助言をしたために逆に彼を追い詰める結果となってしまったことが明かされている。ミコトに剣術を教えていたが、ある日にキングモンスターの存在を知ってドリランドの危機を察知し、ミコトに「一瞬一瞬を精一杯生きろ。悔いを残さぬように」と言葉を残して弟子を探す旅に出る。その後は各地に点在する弟子達に協力を頼みながらキングモンスターを封印する方法を調べ回っており、後にミコトとディアガーとの戦闘の際に再び現れてイソウェルの剣をミコトに託した。その後、ミコトの旅に同行し、バルディア山脈では闇の竜の力を得たディアガーを道連れにするもディアガーには兜の右角を折る程度しかダメージを与えられず、自分だけが死亡した。
道化師ピエール
声 - 真殿光昭
ピエロの格好をした旅行く道化師で、各地を回るボニーの使い。「～やんす」が口癖で、わざとなのか、芸をしながら話し、芸を変えないと話題を変えない。茂みに潜みながらミコト達の後をつけていたのをパーンに見破られ、ミコト達にキングモンスターの存在やボニーの手伝いをしてもらいたいということ、海の向こうの大陸にあるファーショという町にいるボニーの弟子に会えと伝える。その後、ミコトが魔界を襲撃した際は他の仲間達と共に助けに来た。
ブリリアン
声 - 松野太紀
アーシュの町の酒場で用心棒をしていたボニーの第一の弟子である乙女心の守護者を自称するオカマで、世界最大級の国家であるアメリア国の王子でもあるイソウェルの末裔の一人。雷属性の矢を武器にする。また、普段はオネエ言葉で喋るが、感情が高ぶると男口調に変わる。ミコト達にドリランドの危機を伝えて秘石フレイムストーンの探索に同行するが、その際にディアガーに襲撃されて負傷し、療養のために離れる。その後は傷も完治し、バルディア山脈でミコト達と合流して魔界での決戦ではミコトに力を与える。
続編『探検ドリランド -1000年の真宝-』では置き去りにされたナガレを元気づけようと奔走する。
ジン
声 - 島田敏
人気観光地アルセカにいるボニーの弟子の一人で、常に酒を飲んでいる陽気な酔っ払い。妻がいるが、行方不明となっている。また、現在はハンターを辞めているが、イソウェルの水属性の力が使える。ミコトに力の制御のためと称し、ゴンドリエーラ（女性ゴンドラ乗り）の修行をつける。ボニーとの再会後はボニーにイソウェルの剣を返してマールと共に妻を探す旅に出るが、ミコトが魔界を襲撃した際は援軍として駆けつけてミコトに力を与える。最終決戦後は酒とおやじギャクは止めて真面目に働くという約束で妻は帰ってきており、一緒に暮らすようになる。
マール
声 - 小平有希
ジンの息子。しっかりとした性格で、ミコトがアルセカで有名になった時はちゃっかり商売をしていた。ジンが母を探す旅に出るためにミコト達と別れたが、最終回にも登場しており、ジンが母に怒られているのにひどく呆れる。

### ディアガー一行と魔族
ディアガー
声 - 山口勝平
白髪の長髪に紺色の兜と鎧を纏った魔族の青年。寡黙で、無愛想だが、パーンが魔族に加わった際に開かれたパーティーに出席するなどの協調性はある。幼い頃からイソウェルの力を持っているために強力な火属性の力である炎を操れていたが、その力故に故郷のパラディの村では異端視されており、封印の祠の100年に一度の生贄に選ばれてしまう。その後、逃げ出してボニーに助けられ、弟子として鍛え上げられた後に故郷の村が魔族に襲撃された際にはボニーに勇気づけられて助けに行ったものの、敵を倒す一心から力が暴走して村の被害を拡大化させてしまい、更には母のハルから「バケモノ」と罵倒されたことに傷付き、村で封印されていた魔族の兜を奪って魔族となり、故郷を壊滅させると同時に村から追放された後も大事に持って唯一の心の支えとしていたハルから贈られたペンダントも決別の意を込めて自らの手で壊した。その後はミコト達に対して監視する程度であったが、ボニーの弟子であることを知り、また秘石探索の障害となるために度々相対することとなる。その後、パーンが魔界に来た際は当初から疑っており、彼らを逃がした責任を取って竜の穴へと送られるが、逆に闇の竜を従えて帰還し、ボニーやミコト達も圧倒する力を手に入れる。その後はボニーの道連れを受けるも兜の右角を折る程度のダメージで済んだ為に生存した。その後、魔界でのミコトとの対決で敗北し、兜も破壊された後はミコトから「あなたは生きて償わないといけない」と告げられたことで改心して償いの為に重傷の身ながらも命をかけてビザンテとの最終決戦に挑んだミコトに力を与えた。その後の消息は不明である。
リリス
声 - 進藤尚美
紫色の長い髪に黒い服と髑髏の杖を持ったディアガーの仲間。ディアガーのことを様づけで呼び、杖を使って風といった強力な魔法を操る。アルビダの協力を得たウォーレンスに敗北し、その場に残されるが、最終決戦ではミコトに力を与えるディアガーを補佐した。
ジャンゴ
声 - 稲田徹
左目に傷と大剣を扱う大柄の大男で、ディアガーの仲間。リリスとは違い、ディアガーを呼び捨てにしている。また、豪快且つ気のいい性格で、初対面でありながらもアルガルガの毒を受けたポロンを放り出せず、仲間のリリスに「お人好し」と言われる程だが、状況が変わるとそれまで馴れ合っていたパーンにまで容赦無く襲い掛かっている。パーンが魔族に加わった際は歓迎し、パーンの歓迎会も開く。その後は再び敵になったパーンとの戦いに敗れるものの、パーンを称える。その後、リリスと同様に最終決戦ではミコトに力を与えるディアガーを補佐した。
ディアナ
声 - 一木千洋
薄緑色の肌に紫色のスカーフを首に巻いている小さな妖精で、ディアガーの仲間。ディアガーのことは「様」付けで呼んでいる。魔族になることを選んだディアガーが魔族の兜を取りに赴いた洞窟内におり、ディアガーに覚悟を説いて魔族になったディアガーの誕生を見届けた。その後、最後までビザンテに付き従ったが、最後はそのビザンテによって消滅させられた。
ララ
声 - 近藤佳奈子
ディアガーの仲間の魔族。ミコトがボニーの関係者かを探るために送られたが、ミコトに命を助けられたことから彼女のことが気になるようになる。その後、ミコトへの借りもあってパーンが脱出する際は手助けを行い、更には最終決戦でトナイル国騎士の魔界への侵入の手引きもする。
ビザンテ
声 - 大友龍三郎
魔族のボス。魔族達に秘石を手に入れることを命じてイソウェルの三つの秘石を得て復活し、闇の扉を塞ぐとする邪魔となった秘石を破壊して世界を闇で覆おうとするが、ブリリアンとジン、ディアガーから力を得たミコトによって闇の扉ごと封印される。
『探検ドリランド -1000年の真宝-』では闇の扉を開いたゴードによって吸収されてしまう。
カーデス
声 - 宇垣秀成
幹部魔族の一人。髪を食べることにより相手の記憶を読み取り、更には具現化もすることもできる。その能力によりニセモノを作り出したり、相手の弱点を突くなどの卑怯な手を使うが、怒りのウォーレンスに倒される。
ラセツ
声 - 折笠愛
幹部魔族の一人。左手にカギ爪を持ち、爪から闇の力を放つ。ミコト達が魔界に襲撃した際にポロンと戦うも最後に放った一撃で消滅した。
スライヤ
声 - 坪井智浩
左目に傷のある幹部魔族の一人。鎖鎌によって闇の力を使い、更には用心深い性格をしている。パーンの企みにもいち早く気づくもディアガーを陥れるために敢えて逃がした。その後はディアガーを竜の穴に落とすもディアガーが生還した上にパワーアップまでしてしまい、彼に逆襲される。
マモンバ
声 - 勝杏里
青い肌に黒い右羽を持つ魔族の右悪魔。兄のベルンバと合体することが出来る。ミコトとジンを襲うが、ジンに倒される。
ベルンバ
声 - 杉山紀彰
赤い肌に黒い左羽を持つ魔族の左悪魔。弟のマモンバと合体することが出来る。マモンバ敗北後は正体を現してジンを退けるが、イソウェルの力を使いこなせるようになったミコトに倒される。
ヤーダス
声 - 柳原哲也
アルセカの湖の底の沈んでいた水の都の神殿に現れた魔族で、暗黒リズムの使い手である闇タンバリンのヤーバス。歌舞伎口調で、自分の名前を使った寒いオヤジギャグを連発し、背中に背負った巨大タンバリンは鳴らすことで相手を躍らせることができる。オヤジギャグを言われるとタンバリンを鳴らすのを止めてしまう癖があることを見抜かれてタンバリンを破壊される。その後はミコト達に突撃しようとしたが、直後にディアガーに邪魔者扱いされて始末される。
イエーガ、ハービル、ベーゼ
声 - 樫井笙人（イエーガ）、斎賀みつき（ハービル）、宮崎寛務（ベーゼ）
魔界に来たパーンをいびっていた魔族達。
ゼノ
声 - 赤羽根健治
過去にパラディの村を襲った自称イケメン魔族。ハルを人質に取ったために逆上したディアガーによって惨殺される。

### アルビダ一味
アルビダ
声 - 神田朱未
船を襲わずにお宝探しをしている美女の女海賊。お宝に対する執着が激しく、一度手に入れたら絶対に手放さない。また、投げナイフを武器にする。高飛車で、自分勝手な態度を取るが、実は部下思いである。また、生まれながらにお金持ちで、苦労せずに生きている人間が一番嫌いである。海賊船が難破して滝にある流水の神殿に辿り着いたところに出会い、ウォーレンスを気に入って「いつか自分の物にしてあげる」と公言した。その後は砂漠の遺跡で人の行動をおかしくさせる「バッカスの王冠」の効果により性格が全く変わってしまい、直後に再会したミコトにプロポーズまでしてしまうが、王冠が壊されるとすぐに正気に戻る。その後、バルディア山脈での合流以降はミコト達と行動を共にし、魔界ではウォーレンスをサポートした。
クラム
声 - 川津泰彦
アルビダの部下。青いバンダナを巻き、ヒゲを生やしているが、テンばると銃を乱射してしまう。
チャウダー
声 - 高戸靖広
アルビダの部下。赤いバンダナを巻き、顔に縫い傷があるが、人の話を聞かない。

### ゲストキャラクター
ハーウィー
声 - 原紗友里
妖精の村アリージに住む小さな妖精。村や畑をギガンドバードに襲われて困っていたが、村を救われた後はポロンにお礼として自分の帽子を贈る。
ベルガー
声 - しおつかこうへい
クワンカの町でやりたい放題に悪事をしているならず者集団「ベルガー一味」のリーダー。クワンカでパーン達に撃退された後は無限の迷宮でモンスターを嗾けるも巨大モンスターなキングモンスターの出現で生き埋めになる。その後の消息は不明である。
センティ
声 - 髙野麻美
エルアに住む少女で、ミコトが帰国した際に出迎えた少女の一人。水色の髪に黄色のヘアバンドと洋服を着ている。クレモアとミコトの勝負を観戦していた際は現れたドラゴンワームから逃げ遅れたが、クレモアによって助けられる。
イリア
声 - 福圓美里
港町コメスでヘソクリのお宝を盗んだ縁で出会った少女。男勝りな性格で、一人称は「オレ」であるが、戦闘は強くないながらもとても身軽で、すばしっこい。また、両親は幼い頃に亡くなっているために兄と二人暮らしであるが、いつか海の向こうに行ってみたいと思っている。漁師である兄のクムカが宝探しに出たまま帰って来ず、危険な遺跡で兄を探す際の武器代を調達する為にポロンのヘソクリを狙う。その後、ミコト達を兄がいなくなった螺旋の城に案内し、またポロンとは最初の印象からか、衝突ばかりしていたが、とっさの機転とピンチを助けたこともあって彼を見直し、共に兄を探す。兄の救出後は「どうしても行きたいなら連れて行ってやってもいい」とポロンに提案されたが、兄がいることと大好きな町を守るのを理由に断り、最後は「また魚がいっぱい獲れるように怪物を退治する」と宣言したポロンの頬に口づけしてミコト達の船出を見送った。
クムカ
声 - 宮坂俊蔵
港町コメスの漁師で、イリアの兄。戦闘経験はないが、大量の魚を釣り上げたり、魚を釣る要領でミコトを吊ってモンスターの攻撃を避けさせるなどの竿を使った漁師としての腕はかなりのものである。一週間前から魚が全く獲れなくなり、ベル（お金）を稼ぐためにイリアの制止を振り切って螺旋の城に行き、地下牢がある階で出口を見つけたものの、モンスターの妨害で出るのも困難になってしまう。サンダーナイト退治後はミコト達にお礼として船を渡す。
竜騎士ロハン
声 - 平川大輔
人魚姫セーラの護衛役である若い青年の人魚で、武器を溶かすような炎にも負けない特殊な槍を操る騎士（名乗り文句は「竜を貫く稲妻の閃光・竜騎士ロハン」）だが、実は人魚に変装していた元ハンターである。セーラを運命の女性ではなく運命の主君と思っており、人魚の尾を生やしてセーラにふさわしい男になって護衛として一生仕えるのだと別の意味で一途すぎたために恋愛話だと思っていたミコトとポロンを呆れさせた。また、礼儀正しく、腕は立つが、どこか抜けており、人魚でないことを隠すために溺れる理由を「カナヅチの人魚だから」と説明したり、人魚でないことを既にセーラが知っていたことに気付けないなどの鈍感なところがある。元々は人魚の王宮近くの海底火山にドラゴンが潜んでいるという噂を聞きつけて海に出たが、出逢ったセーラを見かけた時に心を奪われ、彼女を主君として仕えたいと思うようになる。その後、人魚ではないウォーレンスを夫として迎え入れることに納得しておらず、セーラを説得しようとした際に尾をなびかせながら「イイモノが生えてくる素敵なお宝」と説明された人魚の秘薬（実際には毛生え薬）を人魚の尾が生えてくるものだと誤解し、海底からの脱出方法を探していたミコト達に秘薬を手に入れるためのドラゴン退治協力を願い出る。
人魚姫セーラ
声 - 種田梨沙
波に呑まれて船が沈没したことで溺れたミコト達を救った「海の宝石、サンゴ色の乙女」と名乗る人魚のお姫様。ロハンが人魚でないことを初めから知っており、それをいつまでも気付かずに隠し続けるロハンに腹を立てて彼をからかうための単なる遊び（本人曰く「ロハンは何も分かってないけれど、そこが可愛いからついからかいたくなる」とのことである）として偶然溺れていたミコト達を助けるついでに海中で手を掴んだウォーレンスを見て「この人でいいわ」と呟き、後にウォーレンスを夫として迎え入れるとミコト達に告げる形でからかう協力者にした。
レオ
声 - 成家義哉、五十嵐裕美（少年期）
伝説の剣「エクスホリバー」を探している忘れられし館で出会った冒険家。長らく見つけられずにいたが、後にミコト達の助けと仲間の協力でようやくスコップのエクスホリバーを発見する。
リナ / カナ
声 - 桑谷夏子（リナ）、永田依子（カナ）
レオの幼馴染の女剣士と女魔法使い。探していたエクスホリバーは見つけられずにレオには付いていけないと一度は仲間割れするが、後に心配で合流する。
トニー / ヘクター
声 - 平井啓二（トニー）、沼田祐介（ヘクター）
ワッスルの町にいるかつてのウォーレンスの不良仲間で、サメサメ団のメンバー。
リーダー
声 - 松本忍
ワッスルの町でサメサメ団と対立していたフンシャフンシャ団のリーダー。
ラト
声 - 松風雅也
天空の遺跡（アリベンの遺跡）にいた山賊ラドの一味のリーダー。一族は総じて素早い動きができ、どんな勝負でも負けてはならないなどの色々な一族の掟に従っている。また、キングモンスターに村を襲われて残った子供（声 - 杉本ゆう、藤井ゆきよ、中嶋アキ）と仲間達（声 - 荒井聡太、井野優）と共に遺跡に移り住んでいた。
ロガイ
声 - 草尾毅
ルーラルの村を守っている元ハンターで、ボニーの知人。「マジヤバい」等の口調は軽いが、村人の優しさに触れて村を守っていた。また、「禁惚龍々」という技を持っている。ウォーレンスを弟子として修行させる。
ゴラン
声 - 武虎
ルーラルの村を襲う盗賊のボス。手下（声 - 阿部大樹、宮永恵太）を連れてロガイ対策のために頑丈な鎧で挑むが、いつも敗北を喫している。
アンジェラ
声 - 浅川悠
ゴランに助言をした自称神秘の技を使う占い師。ロガイの話を盗み聞きして弱点を探り、夢うつつの花でミコトや村人達を眠らせるなどの卑怯な手段を使う。
鍛冶屋コゴル
声 - 佐藤正治
職人の集まる町「ギルデア」のドリランド一の鍛冶職人。かつて水晶銃を製作するものの、その動力となる七色水晶を探す時にモンスターに襲われて左手が義手になってしまう。その後、七色水晶を探してジーナを助けたポロンの銃を修理して強化改造する。
銃剣士ジーナ
声 - 高橋美佳子
コゴルの水晶銃を欲する銃の名手。家族も村も闇に飲まれて以降は一人で旅をしており、それ故に水晶銃を狙うようになる。その後、ポロンと競う形で七色水晶を探すが、モンスターに襲われたところをポロンに助けられ、水晶銃はポロンから自身に渡される。
ジャルド
声 - 伊丸岡篤
パーンとぶつかって絡んできた鉄仮面の男。仲間を連れてパーンに絡むが、直後に現れたジャンゴによって吹き飛ばされる。
団長
声 - 楠見尚己
パーンがかつて所属していたサラン国近衛槍術兵団の団長で、訓練生を倒したパーンが兵団で唯一勝てなかった相手。パーンに強さとは何かを説くが、最終回にも登場しており、決戦から帰還したパーンを立派になったと称える。
アウグスト
声 - 金光宣明
魔族に投獄されていた左目に眼帯をしたトナイル国騎士団長。鼾はうるさいが、騎士としての誇りは高い。魔族に加わったパーンを最初は軽蔑していたが、彼の真意を知った後はパーンや自身の部下達と共に魔族への反撃を開始した。脱出後はパーンに「いつか必ず救ってくれた礼はする」と宣言し、後にミコトが魔界を襲撃した際は自身の部下を引き連れて駆けつけた。
ジェイリー
声 - 古島清孝
魔族に投獄されていたトナイル国騎士の一人。ナルシストな性格である。
レヴィナス
声 - 今野宏美
魔族に投獄されていたトナイル国騎士の一人。ジェイリーを慕っている。
ジェルマ
声 - 寺田はるひ
魔族に投獄されていたトナイル国騎士の一人。ジェイリーとレヴィナスのコンビには呆れている。
ハル
声 - 浅野真澄
ディアガーの母親。幼き日のディアガーにペンダントをプレゼントするなどの息子への愛情はあったものの、炎を操るディアガーを恐れるようになる。その後、生贄にされたディアガーの前にも現れず、結局は村が魔族に襲われた時に青年になったディアガーに助けられるが、彼の暴走を目の辺りにしたことでディアガーを説得しようとしたところを恐怖感で「バケモノ」と罵ってしまい、ディアガーが魔族になるきっかけを作ってしまう。
長老
声 - 矢田耕司
ディアガーの故郷であるパラディの村の長老。幼いディアガーを封印の祠の生贄にしようとした。

### その他
クレモア
声 - 大場真人
エルア国の執政官で、かなりの腕前を持つ元剣士。ミコトに姫としての自覚を持たせるために自分の許可なく外出を禁ずるなどの厳しいところがあるが、それはミコトの両親に世話になった恩を返すためで、ミコトがいなくなった後は目にクマを作りながらミコトを心配するなどのミコトの事を大切に思っていた。ミコトに勝負を挑み、結局はモンスターの出現で中断になったが、直後にミコトの戦いぶりを見たことで彼女の成長を認めて金貨をミコトに渡すと共にミコトが旅に出ることを認めた。その後、ミコトが遺跡で戦ったと聞いて妙な力が出なかったかをウォーレンスに確かめていたが、最終回にも登場しており、相変わらずのミコトに手を焼く。
ポロンの父
声 - 高塚正也
ポロンの父親。ふわふわの髪の毛とヒゲを生やし、緑色の帽子をかぶっている。家を飛び出したポロンを「しょうがねえ奴だな」と言いながらもモンスターを倒したことを兄弟が誰も信じない中で「やるじゃねえか」と褒める。
ポロンの母
声 - くじら
ポロンの母親。城に案内されてポロンと再会したとたんに尻叩きでポロンを出迎え、またポロンが旅に出ることを反対していたが、後にポロンの成長を目の当たりにし、最後は「英雄になっておいで」と息子を送り出した。
パロン
声 - 斉藤貴美子
ポロンの5つ子の兄弟。金髪で褐色の肌をしている（TV字幕より）。
ピロン
声 - 佐々木智代
ポロンの5つ子の兄弟。焦茶色の髪にやや濃いめの肌をしている（TV字幕より）。
プロン
声 - 原島梢
ポロンの5つ子の兄弟。茶髪で色白の肌をしている（TV字幕より）。
ペロン

ポロンの5つ子の兄弟。琥珀色の髪に色白の肌をしている（TV字幕より）。
イソウェル
一万年前に闇の扉を封じた伝説のハンター。魔道書なしで水や炎、雷の力を操れたとされ、その末裔もその力の一つを受け継いでいる。

### ナビゲーター
ハルカ
声 - 日笠陽子
ナビゲーター（ナレーション）役で、ゲームでも人気のキャラクター。本編中には登場せず、OPナレーションや次回予告ナレーションを担当する。また、BSジャパンでの放送及びDVDの特典映像では彼女自身が主役のミニコーナー「ドリナビ」も担当する。

### 漫画版オリジナルキャラクター
イシス
パーンのかつての親友で、故人。近衛兵の入団を夢見ていたが、入団を兼ねてパーンと試合を挑んだ際にパーンが彼を入団させようと八百長をしたためにそれに激怒して自ら入団を取り消した。その後、村がキングモンスターに襲撃された際に逃げ遅れて自宅の瓦礫の下敷きになり、「メリルを頼む」とパーンに告げた後にキングモンスターに自宅を破壊され死亡する。その後はパーンの手で埋葬され、その墓には形見の槍が備えられた。
メリル
イシスの妹。兄の死後はパーンが世話をしているものの、目の前で兄を失ったショックで失声症となる。その後、村が襲撃されてキングボーンに飲み込まれてしまうが、ミコト達の活躍で無事に助け出され、同時に声も戻った。

## ドリナビ
「ハルカのドリランドナビ」はBSジャパンでの放送で次回予告後に流れるミニコーナー。担当するのはナビゲーターのハルカ。前半は主要キャラとその回の注目ハンターをトーク番組風に紹介し、後半はドリランドのマスコットにもなっているモンスター、キノピーを主役にした短編アニメ「キノピー列伝」の2本立てとなっている。DVDにも映像特典として収録されている。

## スタッフ
- 原作 - グリー
- シリーズディレクター - 深澤敏則
- シリーズ構成 - 久礼深雪（第1話 - 第6話）、高橋洋一（第7話 - 第37話）
- キャラクターデザイン - 林祐己
- モンスターデザイン - 渡邊巧大
- 総作画監督 - 梨澤孝司
- 美術デザイン - 谷口淳一、西田渚
- 色彩設計 - 澤田豊二
- 音楽 - 平野義久
- 製作担当 - 岡田将介
- プロデューサー - 和田慎之介、古川慎、ギャルマト・ボグダン、妹尾眞治
- エグゼクティブプロデューサー - 遠藤哲哉、西尾大介、真保安一郎
- 製作 - テレビ東京、電通、東映アニメーション、グリー、ポニーキャニオン（第1話 - 第6話）

## 主題歌
オープニングテーマ「Together 〜探検ドリランド〜」
作詞 - 青木久美子 / 作曲 - 高取ヒデアキ / 編曲 - 水島康貴 / 歌 - さくら（日本コロムビア）
エンディングテーマ
「DRAGON BOY」（第1話 - 第13話）
作詞 - チカラ / 作曲 - シライシ紗トリ・Civilian Skunk / 編曲 - シライシ紗トリ /  歌 - Civilian Skunk（アミディア）
「流れ星」（第14話 - 第25話）
作詞・作曲 - 黒うさ / 編曲 - 倉内達矢 /  歌 - 96猫（WhiteFlame・HPQ/dme）
「BUNBUN NINE9’」（第26話 - 第37話）
作詞 - RESiA209 / 作曲 - 上村伸太郎 / 編曲 - HIKiE・上村伸太郎 /  歌 - Cheeky Parade（IDOL Street/エイベックス・エンタテインメント）

## 各話リスト
| 話数   | サブタイトル                           | 脚本     | （絵コンテ） 演出         | 作画監督                            | 放送日        |
| ------ | -------------------------------------- | -------- | ------------------------- | ----------------------------------- | ------------- |
| 第1話  | ハンターになりたい!                    | 久礼深雪 | 深澤敏則                  | 林祐己                              | 2012年 7月7日 |
| 第2話  | ポロンの帽子                           | 高橋洋一 | 小川孝治                  | 直井正博                            | 7月14日       |
| 第3話  | 探検の仲間!? ウォーレンス              | 鎌田智恵 | 小山賢                    | ポール・アンニョヌエボ              | 7月21日       |
| 第4話  | 女海賊アルビダ                         | 井上美緒 | （志水淳児） 平山美穂     | 竹内アキラ                          | 8月4日        |
| 第5話  | 新たな出会い! 槍使いパーン             | 塩塚晃平 | （入好さとる） 勝間田具治 | 佐藤元                              | 8月11日       |
| 第6話  | 闇からの侵入者キングモンスター!        | 久礼深雪 | 渡辺健一郎                | 飯飼一幸、国行由里江 村上貴之       | 8月18日       |
| 第7話  | ボニーからのメッセージ                 | 高橋洋一 | 小川孝治                  | 直井正博                            | 8月25日       |
| 第8話  | ポロンの初恋!? 少女イリア              | 鎌田智恵 | 渡部穏寛                  | 北村友幸、岡辰也 陰岐一寛、青木里枝 | 9月1日        |
| 第9話  | 人魚姫セーラと海の秘宝                 | 井上美緒 | 池田洋子                  | ポール・アンニョヌエボ              | 9月8日        |
| 第10話 | 初めての敗北! ディアガー登場           | 塩塚晃平 | （勝間田具治） 平山美穂   | 直井正博                            | 9月15日       |
| 第11話 | 大変身!? 女海賊アルビダ                | 大和屋暁 | 小山賢                    | 竹内アキラ、金二星                  | 9月22日       |
| 第12話 | 第一の弟子! 薔薇乙女ブリリアン         | 井上美緒 | 渡辺健一郎                | 渡辺奈月、五十内祐輔                | 9月29日       |
| 第13話 | ミコトが選ばれた理由（わけ）           | 鎌田智恵 | 小川孝治                  | 梨澤孝司                            | 10月6日       |
| 第14話 | ブリも驚き! ミコトの真の力             | 高橋洋一 | 深澤敏則                  | いとうまりこ、仲條久美              | 10月13日      |
| 第15話 | 夢見る冒険家レオ                       | 久礼深雪 | 渡部穏寛                  | 北村友幸、陰岐一寛                  | 10月20日      |
| 第16話 | 過ぎ去りし日々! ウォーレンスの秘密     | 大和屋暁 | 勝間田具治                | ポール・アンニョヌエボ              | 10月27日      |
| 第17話 | 宝から飛び出したペット、ペフー!        | 塩塚晃平 | 小山賢                    | 直井正博                            | 11月3日       |
| 第18話 | 陽気な酔っ払い、ジン!                  | 井上美緒 | 渡辺健一郎                | 飯飼一幸、五十内裕輔                | 11月10日      |
| 第19話 | 出でよ、イソウェルの力!                | 鎌田智恵 | （角銅博之） 京極尚彦     | 佐藤元                              | 11月17日      |
| 第20話 | 秘石を追え! 闇タンバリン、ヤーダス!    | 高橋洋一 | 勝間田具治                | 梨澤孝司                            | 11月24日      |
| 第21話 | 水と炎! ミコトVS（たい）ディアガー     | 大和屋暁 | （小川孝治） 深澤敏則     | 竹内アキラ 金二星                   | 12月1日       |
| 第22話 | ボニーとの再会! 託された気持ち         | 塩塚晃平 | 渡部穏寛                  | 北村友幸、織岐一寛                  | 12月8日       |
| 第23話 | 目覚めろ、野性の力! ウォーレンスの修業 | 井上美緒 | 小山賢                    | ポール・アンニョヌエボ              | 12月15日      |
| 第24話 | 水晶銃を手に入れろ!                    | 鎌田智恵 | 平山美穂                  | 直井正博                            | 12月22日      |
| 第25話 | さらばパーン                           | 大和屋暁 | 村上貴之                  | 飯飼一幸                            | 2013年 1月5日 |
| 第26話 | 牢獄での出会い! 騎士団の4人            | 高橋洋一 | 勝間田具治                | しんぼたくろう                      | 1月12日       |
| 第27話 | 大脱走! 英雄パーン                     | 高橋洋一 | 池田洋子                  | 佐藤元                              | 1月19日       |
| 第28話 | お帰りパーン                           | 塩塚晃平 | 渡部穏寛                  | 北村友幸、織岐一寛                  | 1月26日       |
| 第29話 | 裏切りの弟子! ディアガーの過去         | 鎌田智恵 | （小山賢） 高藤聡         | 金二星 梨澤孝司                     | 2月2日        |
| 第30話 | 仰天!! レアキングモンスター出現        | 大和屋暁 | 織本まき子                | ポール・アンニョヌエボ              | 2月9日        |
| 第31話 | ボニー、ザ・レジェンド                 | 井上美緒 | 深澤敏則                  | 直井正博                            | 2月16日       |
| 第32話 | ミコトの決断! ビザンテオンを目指せ!    | 高橋洋一 | 村上貴之                  | 飯飼一幸                            | 2月23日       |
| 第33話 | ポロン覚醒                             | 大和屋暁 | 勝間田具治                | 佐藤元                              | 3月2日        |
| 第34話 | ウォーレンスの約束                     | 鎌田智恵 | 渡部穏寛                  | 北村友幸、織岐一寛                  | 3月9日        |
| 第35話 | ミコトとディアガー! 剣と剣!            | 井上美緒 | 平山美穂                  | 梨澤孝司                            | 3月16日       |
| 第36話 | 最終決戦                               | 高橋洋一 | 小山賢                    | 金二星、竹内アキラ                  | 3月23日       |
| 第37話 | ミコト、命の果てに                     | 高橋洋一 | 池田洋子                  | フランシス・カネダ アリス・ナリオ   | 3月30日       |

## 放送局
字幕放送はテレビ東京系列6局のみ実施。
| 放送地域       | 放送局         | 放送期間                                             | 放送日時                              | 放送系列              | 備考                                   |
| -------------- | -------------- | ---------------------------------------------------- | ------------------------------------- | --------------------- | -------------------------------------- |
| 関東広域圏     | テレビ東京     | 2012年7月7日 - 2013年3月30日                         | 土曜 23:30 - 23:55                    | テレビ東京系列        | 製作局                                 |
| 北海道         | テレビ北海道   | 2012年7月7日 - 2013年3月30日                         | 土曜 23:30 - 23:55                    | テレビ東京系列        | 同時ネット                             |
| 愛知県         | テレビ愛知     | 2012年7月7日 - 2013年3月30日                         | 土曜 23:30 - 23:55                    | テレビ東京系列        | 同時ネット                             |
| 大阪府         | テレビ大阪     | 2012年7月7日 - 2013年3月30日                         | 土曜 23:30 - 23:55                    | テレビ東京系列        | 同時ネット                             |
| 岡山県・香川県 | テレビせとうち | 2012年7月7日 - 2013年3月30日                         | 土曜 23:30 - 23:55                    | テレビ東京系列        | 同時ネット                             |
| 福岡県         | TVQ九州放送    | 2012年7月7日 - 2013年3月30日                         | 土曜 23:30 - 23:55                    | テレビ東京系列        | 同時ネット                             |
| 日本全域       | BSジャパン     | 2012年10月6日 - 2013年3月30日 2013年4月4日 - 6月20日 | 土曜 13:00 - 13:30 木曜 17:00 - 17:30 | テレビ東京系列 BS放送 | 3か月遅れ ミニコーナー「ドリナビ」あり |
| 日本全域       | AT-X           | 2012年10月30日 - 2013年7月9日                        | 火曜 20:00 - 20:30                    | CS放送                | 4か月遅れ リピート放送あり             |

## 漫画版
探検ドリランド
高橋洋一（脚本）、坂口龍狼（漫画）による漫画化作品が『ジャンプスクエア』（集英社）2012年9月号から2013年4月号まで連載された。
テレビアニメのコミカライズ。漫画オリジナルキャラクターも登場する。
探検ドリランド -The Episode of Another Hunter-
高橋洋一（脚本）、今野ユウキ（漫画）による漫画化作品が『ジャンプSQ.19』（集英社）Vol.03からVol.07まで連載された。
テレビアニメとは別のスピンオフ作品。女海賊アルビダやディアガーなどアニメに登場するサブキャラクターの活躍を描いた作品となっている。